# Liste von Werkfeuerwehren in Deutschland
Die Liste von Werkfeuerwehren in Deutschland erfasst anerkannte Werkfeuerwehren. Es gibt von diesen über 750 in der Bundesrepublik. Ihre Hauptaufgabe besteht überwiegend in der Sicherstellung des Brandschutzes in großen Industriebetrieben und sie sind auf die in ihrem Unternehmen zu erwartenden Einsätze spezialisiert.

## Listen der Werkfeuerwehren nach Bundesland

### Liste der Werkfeuerwehren in Baden-Württemberg
Insgesamt gibt es in Baden-Württemberg 162 Werkfeuerwehren. Die Liste ist daher nicht vollständig.
Hiervon sind 15 der Werkfeuerwehren ausschließlich mit Hauptberuflichen Kräften besetzt, weitere 21 sind sowohl mit Haupt- als auch nebenberuflichen Kräften besetzt.
| Firma                                                   | Standort                  | Bundesland          | Gründungsjahr der WF   | Wachen | Personalstärke | Fahrzeuge |
| ------------------------------------------------------- | ------------------------- | ------------------- | ---------------------- | ------ | -------------- | --------- |
| Aesculap-Werke                                          | Tuttlingen                | Baden-Württemberg   |                        | 1      | 20             | 1         |
| Ahlstrom-Munksjö                                        | Aalen                     | Baden-Württemberg   |                        | 1      | 13             | 1         |
| Airbus Defence and Space                                | Immenstaad am Bodensee    | Baden-Württemberg   |                        | 1      | 68             | 11        |
| Aluminium Rheinfelden                                   | Rheinfelden (Baden)       | Baden-Württemberg   |                        | 1      | 16             | 5         |
| Aluminium-Werke Wutöschingen                            | Wutöschingen              | Baden-Württemberg   |                        | 1      |                | 2         |
| Allweiler                                               | Radolfzell am Bodensee    | Baden-Württemberg   | 1886                   | 1      |                | 3         |
| ARNOLD Umformtechnik GmbH & Co. KG                      | Ernsbach                  | Baden-Württemberg   | 1952                   | 1      | 30             | 3         |
| ARNOLD Umformtechnik GmbH & Co. KG                      | Dörzbach                  | Baden-Württemberg   | 2022                   | 1      | 31             | 2         |
| Audi                                                    | Neckarsulm & Heilbronn    | Baden-Württemberg   | 1897                   | 2      | 110            | 14        |
| BASF                                                    | Grenzach-Wyhlen           | Baden-Württemberg   | 1921                   | 1      | 42             | 5         |
| BASF                                                    | Mannheim                  | Baden-Württemberg 2 | 1913                   | 1      |                | 1         |
| Festo                                                   | Ostfildern                | Baden-Württemberg   |                        | 1      |                | 4         |
| Baden-Airpark GmbH                                      | Rheinmünster              | Baden-Württemberg   | 1997                   | 1      | 37             | 8         |
| Badische Staatsbrauerei Rothaus                         | Grafenhausen              | Baden-Württemberg   |                        | 1      |                | 1         |
| Boehringer Ingelheim Pharma GmbH & Co. KG               | Biberach an der Riß       | Baden-Württemberg   | 1968                   | 1      | 126            | 22        |
| BSH Hausgeräte                                          | Giengen an der Brenz      | Baden-Württemberg   | 1951                   | 1      | 58             | 8         |
| Bunge Limited                                           | Mannheim                  | Baden-Württemberg   | 1936                   | 1      | 64             | 3         |
| Carl Zeiss (Unternehmen)                                | Oberkochen                | Baden-Württemberg   | 1900                   | 3      | 89             | 14        |
| Chemiepark Rheinmünster                                 | Rheinmünster              | Baden-Württemberg   | 1970                   | 1      | 168            | 7         |
| Cerdia                                                  | Freiburg im Breisgau      | Baden-Württemberg   |                        | 1      | 62             | 5         |
| CHT-Gruppe                                              | Dußlingen                 | Baden-Württemberg   | 2022                   | 1      | 42             | 3         |
| Constellium                                             | Singen (Hohentwiel)       | Baden-Württemberg   | 1924                   | 1      | 56             | 12        |
| Continental                                             | Weißbach                  | Baden-Württemberg   |                        | 1      | 33             | 4         |
| Continental                                             | Eislingen/Fils            | Baden-Württemberg   | 1997                   | 1      | 34             | 3         |
| Continental                                             | Villingen-Schwenningen    | Baden-Württemberg   |                        | 1      |                |           |
| Claas                                                   | Bad Saulgau               | Baden-Württemberg   | BtF 2017, WF 2021      | 1      | 16             | 1         |
| Daimler Truck AG                                        | Gaggenau                  | Baden-Württemberg   | 1911                   | 1      | 32             | 11        |
| Daimler Truck AG                                        | Mannheim                  | Baden-Württemberg   | 1911                   | 1      | 58             | 13        |
| Daimler AG                                              | Immendingen               | Baden-Württemberg   | 2016                   | 1      | 45             | 8         |
| Deutsches Zentrum für Luft- und Raumfahrt               | Hardthausen am Kocher     | Baden-Württemberg   |                        | 1      | 25             | 5         |
| Diehl Aviation Laupheim GmbH                            | Laupheim                  | Baden-Württemberg   | BtF 1964 , (WF) 1991   | 1      | 35             | 4         |
| DSM                                                     | Grenzach-Wyhlen           | Baden-Württemberg   |                        | 1      | 26             | 10        |
| Dunlop (Unternehmen)                                    | Philippsburg              | Baden-Württemberg   |                        | 1      |                |           |
| Europa-Park                                             | Rust (Baden)              | Baden-Württemberg   | BtF 1964 , (WF) xx     | 2      | 40             | 9         |
| Essity Germany                                          | Mannheim                  | Baden-Württemberg   |                        | 1      |                | 5         |
| Evonik Industries                                       | Rheinfelden (Baden)       | Baden-Württemberg   |                        | 1      | 50             | 12        |
| Fischer Holding                                         | Waldachtal                | Baden-Württemberg   | 1976                   | 1      | 28             | 3         |
| FreiLacke                                               | Bräunlingen               | Baden-Württemberg   | BtF 1956 , (WF)        | 1      | 27             | 1         |
| Freudenberg (Unternehmen)                               | Weinheim                  | Baden-Württemberg   |                        | 1      |                | 13        |
| Freudenberg (Unternehmen)                               | Neuenburg am Rhein        | Baden-Württemberg   |                        | 1      |                | 1         |
| Flughafen Friedrichshafen                               | Friedrichshafen           | Baden-Württemberg   | BtF xx , (WF) 2001     | 1      | 40             | 9         |
| Flughafen Stuttgart mit Messe Stuttgart                 | Leinfelden-Echterdingen   | Baden-Württemberg   | 2023 (Zusammenschluss) | 2      | 128            | 30        |
| Fondium                                                 | Singen (Hohentwiel)       | Baden-Württemberg   | 1908                   | 1      | 43             | 6         |
| Glatfelter Gernsbach GmbH                               | Gernsbach                 | Baden-Württemberg   | 1918                   | 1      | 51             | 3         |
| Grosskraftwerk Mannheim                                 | Mannheim                  | Baden-Württemberg   | 2015                   | 1      | 90             | 7         |
| Groz-Beckert                                            | Albstadt                  | Baden-Württemberg   |                        | 1      | 25             | 3         |
| Hartmann Gruppe                                         | Heidenheim                | Baden-Württemberg   | 1935                   | 1      | 30             | 6         |
| Hartmann Gruppe                                         | Herbrechtingen            | Baden-Württemberg   | 2014                   | 1      | 14             | 1         |
| Henkel (Unternehmen)                                    | Heidelberg                | Baden-Württemberg   | 1978                   | 1      | 30             | 3         |
| Heidelberger Druckmaschinen AG                          | Wiesloch                  | Baden-Württemberg   |                        | 1      |                | 5         |
| Heidelberg Manufacturing Deutschland GmbH               | Amstetten (Württemberg)   | Baden-Württemberg   |                        | 1      |                |           |
| Heidelberg Materials AG                                 | Schelklingen              | Baden-Württemberg   |                        | 1      |                |           |
| Hensoldt AG                                             | Ulm                       | Baden-Württemberg   |                        | 1      |                | 3         |
| Höganäs AB                                              | Laufenburg (Baden)        | Baden-Württemberg   | 1936                   | 1      | 33             | 4         |
| Industriepark Willstätt                                 | Willstätt                 | Baden-Württemberg   |                        | 1      |                |           |
| INA Schaeffler                                          | Lahr/Schwarzwald          | Baden-Württemberg   |                        | 1      |                | 1         |
| IVECO Magirus AG                                        | Ulm                       | Baden-Württemberg   |                        | 1      |                | 8         |
| John Deere                                              | Mannheim                  | Baden-Württemberg   |                        | 1      |                | 5         |
| Kärcher                                                 | Winnenden                 | Baden-Württemberg   |                        | 1      |                | 2         |
| Karlsruher Institut für Technologie                     | Karlsruhe                 | Baden-Württemberg   | 1959                   | 1      | 47             | 10        |
| Katz GmbH & Co. KG                                      | Weisenbach                | Baden-Württemberg   | 1969                   | 1      | 18             | 1         |
| Liebherr-Hausgeräte                                     | Ochsenhausen              | Baden-Württemberg   | BtF 2007, (WF) 2008    | 1      | 40             | 2         |
| Maggi                                                   | Singen (Hohentwiel)       | Baden-Württemberg   | 1901                   | 1      | 45             | 5         |
| Maschinenfabrik Alfing Kessler                          | Aalen                     | Baden-Württemberg   |                        | 1      |                |           |
| Maquet GmbH                                             | Rastatt                   | Baden-Württemberg   | 1939                   | 1      | 2              |           |
| Mariaberg e.V.                                          | Mariaberg                 | Baden-Württemberg   | 1948                   | 1      | 24             | 3         |
| Mercedes-Benz AG                                        | Rastatt & Kuppenheim      | Baden-Württemberg   | 1972                   | 2      | 49+14          | 15        |
| Mercedes-Benz AG                                        | Sindelfingen              | Baden-Württemberg   | 1916                   | 2      | 88             | 20        |
| Mercedes-Benz AG                                        | Stuttgart & Esslingen     | Baden-Württemberg   |                        | 2      | 60             | 17        |
| Metabo                                                  | Nürtingen                 | Baden-Württemberg   |                        | 1      |                | 1         |
| Münsterklinik Zwiefalten                                | Zwiefalten                | Baden-Württemberg   |                        | 1      |                | 3         |
| MiRO                                                    | Karlsruhe                 | Baden-Württemberg   |                        | 2      | 125            | 11        |
| Neff                                                    | Bretten                   | Baden-Württemberg   | BtF 1972, WF 2000      | 1      |                | 3         |
| Novartis                                                | Wehr (Baden)              | Baden-Württemberg   |                        | 1      |                | 3         |
| Klinikum am Weissenhof                                  | Weinsberg                 | Baden-Württemberg   |                        | 1      |                | 3         |
| Porsche                                                 | Stuttgart                 | Baden-Württemberg   | 2020                   | 1      | 35             | 9         |
| Porsche                                                 | Weissach                  | Baden-Württemberg   | 1987                   | 1      | 57             | 6         |
| Psychiatrisches Zentrum Nordbaden                       | Wiesloch                  | Baden-Württemberg   |                        | 1      | 22             | 5         |
| RAFI                                                    | Berg (Schussental)        | Baden-Württemberg   |                        | 1      | 24             | 3         |
| Rauch Möbelwerk                                         | Freudenberg am Main       | Baden-Württemberg   | 1990                   | 1      | 35             | 3         |
| Rheinmetall Automotive                                  | Neckarsulm                | Baden-Württemberg   | 1956                   | 1      | 31             | 5         |
| Bosch Engineering                                       | Abstatt                   | Baden-Württemberg   | 2004                   | 1      | 48             | 4         |
| Robert Bosch GmbH                                       | Bühl                      | Baden-Württemberg   | 1943                   | 2      | 70             | 7         |
| Robert Bosch GmbH                                       | Gerlingen                 | Baden-Württemberg   | 1971                   | 1      | 27             | 5         |
| Robert Bosch GmbH                                       | Karlsruhe                 | Baden-Württemberg   | 1979                   | 1      | 28             | 4         |
| Robert Bosch Power Tools GmbH                           | Murrhardt                 | Baden-Württemberg   | 1999                   | 1      | 17             | 1         |
| Robert Bosch GmbH                                       | Renningen                 | Baden-Württemberg   | 2014                   | 1      | 51             | 7         |
| Robert Bosch GmbH                                       | Reutlingen & Kusterdingen | Baden-Württemberg   |                        | 2      | 80             | 15        |
| Robert Bosch Power Tools GmbH                           | Leinfelden-Echterdingen   | Baden-Württemberg   | 1976                   | 1      | 23             | 2         |
| Robert Bosch GmbH                                       | Schwieberdingen           | Baden-Württemberg   | 1968                   | 1      | 49             | 7         |
| Robert Bosch GmbH                                       | Schwäbisch Gmünd          | Baden-Württemberg   | 201x                   | 2      | 46             | 10        |
| Robert Bosch GmbH                                       | Stuttgart                 | Baden-Württemberg   | 1917                   | 1      | 50             | 12        |
| Robert Bosch GmbH                                       | Waiblingen                | Baden-Württemberg   |                        | 1      | 40             | 4         |
| Robert Bosch GmbH                                       | Wernau (Neckar)           | Baden-Württemberg   |                        | 1      | 30             | 4         |
| Rolls-Royce Power Systems / MTU                         | Friedrichshafen           | Baden-Württemberg   |                        | 2      | 75             | 11        |
| Roche Holding                                           | Mannheim                  | Baden-Württemberg   | 1883                   | 1      | 50             | 12        |
| RUD-Kettenfabrik                                        | Aalen                     | Baden-Württemberg   |                        | 1      | 20             |           |
| Sappi Ltd.                                              | Ehingen (Donau)           | Baden-Württemberg   | BtF 1938, (WF) 2016    | 1      | 29             | 2         |
| Schuller                                                | Wertheim                  | Baden-Württemberg   |                        | 1      |                | 1         |
| Schwenk Zement GmbH & Co. KG                            | Allmendingen              | Baden-Württemberg   |                        | 1      |                |           |
| Svenska Kullagerfabriken                                | Mühlheim an der Donau     | Baden-Württemberg   |                        | 1      |                | 1         |
| Sika Deutschland                                        | Bad Urach                 | Baden-Württemberg   |                        | 1      | 21             | 1         |
| Sto                                                     | Stühlingen                | Baden-Württemberg   |                        | 1      |                |           |
| Solvay GmbH                                             | Bad Wimpfen               | Baden-Württemberg   | 18xx                   | 1      | 38             | 3         |
| Sun Chemical                                            | Besigheim                 | Baden-Württemberg   |                        | 1      | 22             | 1         |
| Syntegon Technology                                     | Crailsheim                | Baden-Württemberg   | 1993                   | 1      | 31             | 1         |
| Syntegon Technology                                     | Waiblingen                | Baden-Württemberg   |                        | 1      | 20             |           |
| Takeda Pharmaceutical                                   | Singen (Hohentwiel)       | Baden-Württemberg   | 1984                   | 1      | 50             | 7         |
| TDK Electronics                                         | Heidenheim                | Baden-Württemberg   |                        | 1      | 27             | 3         |
| TIB Chemicals                                           | Mannheim                  | Baden-Württemberg   |                        | 1      |                | 2         |
| UHU GmbH & Co. KG                                       | Bühl                      | Baden-Württemberg   | 1941                   | 1      | 20             | 1         |
| US Army                                                 | Leinfelden-Echterdingen   | Baden-Württemberg   |                        | 2      | 60             | 17        |
| Verallia Deutschland                                    | Bad Wurzach               | Baden-Württemberg   |                        | 1      | 28             | 3         |
| Vinzenz-von-Paul-Hospital                               | Rottweil                  | Baden-Württemberg   |                        | 1      |                |           |
| Voith (Unternehmen)                                     | Heidenheim                | Baden-Württemberg   | 1887                   | 1      | 31             | 3         |
| Wala Heilmittel                                         | Bad Boll                  | Baden-Württemberg   |                        | 1      | 22             | 5         |
| Waldmann                                                | Villingen-Schwenningen    | Baden-Württemberg   | 2001                   | 1      | 16             | 1         |
| Waldner Unternehmensgruppe                              | Wangen im Allgäu          | Baden-Württemberg   | 1977                   | 1      | 30             | 4         |
| Max Weishaupt GmbH                                      | Schwendi                  | Baden-Württemberg   | BtF 1963, WF 1968      | 1      | 20             | 1         |
| Wieland-Werke AG                                        | Ulm                       | Baden-Württemberg   |                        | 1      |                |           |
| Wieland-Werke AG                                        | Villingen-Schwenningen    | Baden-Württemberg   | 1985                   | 1      | 19             | 1         |
| WMF (Unternehmen)                                       | Geislingen an der Steige  | Baden-Württemberg   | BtF 1913, WF 1945      | 1      | 28             | 3         |
| Adolf Würth GmbH & Co. KG                               | Künzelsau                 | Baden-Württemberg   | 2000                   | 1      |                | 3         |
| ZF Friedrichshafen                                      | Friedrichshafen           | Baden-Württemberg   |                        | 1      | 50             | 6         |
| Zeller+Gmelin                                           | Eislingen/Fils            | Baden-Württemberg   | BtF 1939, WF 1992      | 1      | 33             | 4         |
| Zentrum für Psychiatrie Südwürttemberg                  | Bad Schussenried          | Baden-Württemberg   | BtF 1967, (WF) 1976    | 1      | 30             | 1         |
| Zentrum für Psychiatrie Calw – Klinikum Nordschwarzwald | Calw                      | Baden-Württemberg   |                        | 1      |                | 3         |
| Zentrum für Psychiatrie Emmendingen                     | Emmendingen               | Baden-Württemberg   |                        | 1      | 40             |           |
| Zentrum für Psychiatrie Reichenau                       | Reichenau                 | Baden-Württemberg   |                        | 1      |                | 3         |
| Zentrum für Psychiatrie Südwürttemberg                  | Ravensburg                | Baden-Württemberg   |                        | 1      |                | 2         |
| Zollern                                                 | Herbertingen              | Baden-Württemberg   | 2017                   | 1      |                | 1         |
| Zollern                                                 | Sigmaringendorf           | Baden-Württemberg   | 1919                   | 1      |                | 4         |
| Ziegler                                                 | Giengen an der Brenz      | Baden-Württemberg   | 1949                   | 1      | 24             | 2         |

#### Liste der aufgelösten Werkfeuerwehren in Baden-Württemberg
| Firma      | Standort                | Bundesland        | Auflösungsjahr der WF | Wachen | Personalstärke | Fahrzeuge                    |
| ---------- | ----------------------- | ----------------- | --------------------- | ------ | -------------- | ---------------------------- |
| Steiff     | Giengen an der Brenz    | Baden-Württemberg | 30.06.2024            | 1      | 20             | LF 8 als Mercedes-Benz L 319 |
| Roto Frank | Leinfelden-Echterdingen | Baden-Württemberg |                       | 1      | 30             | 3                            |

### Liste der Werkfeuerwehren in Bayern
| Firma                                         | Standort                              | Bundesland | Gründungsjahr der WF | Wachen | Personalstärke | Fahrzeuge |
| --------------------------------------------- | ------------------------------------- | ---------- | -------------------- | ------ | -------------- | --------- |
| AGCO (Fendt)                                  | Asbach-Bäumenheim                     | Bayern     |                      | 1      |                |           |
| AGCO (Fendt)                                  | Marktoberdorf                         | Bayern     | 2007                 | 1      | 44             |           |
| Airbus Defence and Space                      | Manching                              | Bayern     |                      | 1      |                |           |
| Airbus Helicopters                            | Donauwörth                            | Bayern     |                      | 1      |                |           |
| AlzChem                                       | Unterneukirchen                       | Bayern     |                      | 1      |                |           |
| Amann Nähgarne                                | Augsburg                              | Bayern     |                      | 1      |                |           |
| Amberger Kaolinwerke Eduard Kick              | Hirschau                              | Bayern     |                      | 1      |                |           |
| Arkema                                        | Günzburg                              | Bayern     |                      | 1      |                |           |
| Audi                                          | Ingolstadt, Münchsmünster & IN-Campus | Bayern     | 1956                 | 3      | 216*           | 23        |
| Bavaria Film                                  | Grünwald                              | Bayern     | 1949                 | 1      | 33             |           |
| Bayernoil                                     | Vohburg an der Donau                  | Bayern     |                      | 1      | 63             |           |
| Bezirksklinikum Ansbach                       | Ansbach                               | Bayern     | 1989                 | 1      |                |           |
| Bezirkskrankenhaus Lohr am Main               | Lohr am Main                          | Bayern     | 1912                 | 1      | 34             |           |
| Bezirkskrankenhaus Günzburg                   | Günzburg                              | Bayern     |                      | 1      | 35             |           |
| BMW AG                                        | München                               | Bayern     | 1949                 | 2      | 110            | 20        |
| BMW AG                                        | Dingolfing                            | Bayern     |                      | 3      | 120            | 16        |
| BMW AG                                        | Landshut                              | Bayern     |                      | 1      | 44             |           |
| BMW AG                                        | Regensburg                            | Bayern     |                      | 1      | 56             | 12        |
| Bosch Rexroth                                 | Lohr am Main                          | Bayern     | 1957                 | 2      | 82             | 11        |
| Bosch Rexroth                                 | Nürnberg                              | Bayern     | 1958/2009*           | 1      | 22             | 2         |
| Bosch Rexroth                                 | Elchingen                             | Bayern     | 1953                 | 1      | 41             | 2         |
| BSH Hausgeräte                                | Dillingen                             | Bayern     | 1963                 | 1      | 64             | 5         |
| Canon Production Printing                     | Poing                                 | Bayern     |                      | 1      |                |           |
| Chemiepark Trostberg (ehemals AlzChem)        | Trostberg                             | Bayern     |                      | 1      |                |           |
| Constantia Pirk                               | Pirk                                  | Bayern     |                      | 1      |                |           |
| Cooper Standard                               | Lindau                                | Bayern     |                      | 1      |                |           |
| Daimler Buses                                 | Neu-Ulm                               | Bayern     |                      | 1      |                | 7         |
| DECKEL MAHO Pfronten                          | Pfronten                              | Bayern     |                      | 1      |                |           |
| Diehl Metall                                  | Röthenbach an der Pegnitz             | Bayern     |                      | 1      |                |           |
| Dominikus-Ringeisen-Werk                      | Ursberg                               | Bayern     |                      | 1      |                |           |
| DS Smith Packaging Deutschland Stiftung       | Aschaffenburg                         | Bayern     |                      | 1      |                |           |
| Deutsche Bahn AG                              | Nürnberg                              | Bayern     |                      | 1      | 35             |           |
| Eckart                                        | Hartenstein                           | Bayern     |                      | 1      |                |           |
| Esterer WD                                    | Altötting                             | Bayern     | 1919                 | 1      | 30             |           |
| FAG Schaeffler                                | Schweinfurt                           | Bayern     | 1963                 | 1      | 63             | 8         |
| Federal-Mogul                                 | Friedberg                             | Bayern     |                      | 1      |                |           |
| Fehrer                                        | Kitzingen                             | Bayern     |                      | 1      | 73             |           |
| EDMO-Flugbetrieb / Flugplatz Oberpfaffenhofen | Oberpfaffenhofen                      | Bayern     |                      | 1      |                |           |
| Flachglas Wernberg                            | Wernberg-Köblitz                      | Bayern     |                      | 1      |                |           |
| Flughafen Augsburg                            | Augsburg                              | Bayern     |                      | 1      |                |           |
| Flughafen München                             | Freising                              | Bayern     | 1949                 | 2      | 250            |           |
| Flughafen Nürnberg                            | Nürnberg                              | Bayern     |                      | 1      |                |           |
| Frankenguss                                   | Kitzingen                             | Bayern     |                      | 1      | 61             |           |
| Fränkische Rohrwerke                          | Königsberg in Bayern                  | Bayern     |                      | 1      |                |           |
| Fripa Papierfabrik Albert Friedrich           | Miltenberg                            | Bayern     |                      | 1      |                |           |
| Frenzelit Werke                               | Bad Berneck                           | Bayern     |                      | 1      |                |           |
| FTE automotive                                | Ebern                                 | Bayern     |                      | 1      |                |           |
| Gerresheimer Lohr                             | Lohr am Main                          | Bayern     | 1963                 | 1      |                |           |
| GIP Grundig Immobilienpark                    | Nürnberg                              | Bayern     |                      | 1      |                |           |
| Graphite Cova                                 | Röthenbach an der Pegnitz             | Bayern     |                      | 1      |                |           |
| GSB Sonderabfall-Entsorgung Bayern            | Baar-Ebenhausen                       | Bayern     |                      | 1      | 75             |           |
| Gunvor Raffinerie Ingolstadt                  | Ingolstadt                            | Bayern     |                      | 1      | 174            |           |
| IABG                                          | Ottobrunn                             | Bayern     |                      | 1      |                |           |
| Industriecenter Obernburg                     | Erlenbach am Main                     | Bayern     |                      | 1      |                |           |
| KBO Isar-Amper-Klinikum                       | Haar bei München                      | Bayern     | 1905                 | 1      |                |           |
| Kelheim Fibres                                | Kelheim                               | Bayern     |                      | 1      |                |           |
| Kraftwerk Zolling                             | Zolling                               | Bayern     |                      | 1      |                |           |
| KSB                                           | Pegnitz                               | Bayern     |                      | 1      |                |           |
| MAN                                           | Augsburg                              | Bayern     |                      | 2      | 52             | 8         |
| MAN                                           | Nürnberg                              | Bayern     |                      | 1      | 40             | 3         |
| MTU / MAN                                     | München                               | Bayern     | 1964                 | 1      | 68             | 17        |
| Odenwaldwerke Amorbach                        | Amorbach                              | Bayern     |                      | 1      |                |           |
| Osram GmbH                                    | Schwabmünchen                         | Bayern     | 1976                 | 1      | 35             | 2         |
| Preh                                          | Bad Neustadt an der Saale             | Bayern     |                      | 1      |                |           |
| Premium Aerotec                               | Augsburg                              | Bayern     |                      | 2      | 55             | 8         |
| Robert Bosch GmbH                             | Ansbach                               | Bayern     | BtF 1958, WF 2008    | 1      | 87             | 3         |
| Robert Bosch GmbH                             | Blaichach / Immenstadt                | Bayern     | 1891                 | 2      | 95             | 6         |
| Robert Bosch GmbH                             | Bamberg                               | Bayern     | 1960                 | 3      | 106            | 9         |
| Robert Bosch GmbH                             | Nürnberg                              | Bayern     | 1958/2009*           | 1      | 28             | 3         |
| SKF                                           | Schweinfurt                           | Bayern     |                      | 1      | 52             | 7         |
| Siemens                                       | Bad Neustadt an der Saale             | Bayern     |                      | 1      |                |           |
| TU München                                    | München                               | Bayern     | 1979                 | 1      | 58             |           |
| UPM-Kymmene                                   | Augsburg                              | Bayern     |                      | 1      |                |           |
| Von Roll                                      | Augsburg                              | Bayern     |                      | 1      | 28             | 4         |
| Wacker Chemie AG                              | Burghausen                            | Bayern     | 1917                 | 1      |                |           |
| Waldaschaff Automotive                        | Waldaschaff                           | Bayern     |                      | 1      |                | 1         |
| WIKA                                          | Klingenberg                           | Bayern     |                      | 1      |                | 1         |
| ZF Friedrichshafen                            | Schweinfurt                           | Bayern     | 1963                 | 2      | 108            | 10        |

#### Liste der aufgelösten Werkfeuerwehren in Bayern
| Firma             | Standort           | Bundesland | Auflösungsjahr der WF | Wachen | Personalstärke | Fahrzeuge                       |
| ----------------- | ------------------ | ---------- | --------------------- | ------ | -------------- | ------------------------------- |
| Sappi Ltd.        | Stockstadt am Main | Bayern     | 31.12.2023            | 1      | 2 + 38         | 4 + MZ Boot, Lüfter und GW Mess |
| Robert Bosch GmbH | München            | Bayern     | 2023                  | 1      | –              | 2                               |

### Liste der Werkfeuerwehren in Berlin
| Firma | Standort | Bundesland | Gründungsjahr der WF | Wachen | Personalstärke | Fahrzeuge |
| ----- | -------- | ---------- | -------------------- | ------ | -------------- | --------- |
| Bayer | Berlin   | Berlin     |                      | 1      | 30             |           |

### Liste der Werkfeuerwehren in Brandenburg
| Firma                                | Standort         | Bundesland    | Gründungsjahr der WF | Wachen | Personalstärke                                                                           | Fahrzeuge |
| ------------------------------------ | ---------------- | ------------- | -------------------- | ------ | ---------------------------------------------------------------------------------------- | --------- |
| Flughafen Berlin Brandenburg         | Schönefeld       | Brandenburg   |                      | 2      |                                                                                          |           |
| ArcelorMittal Eisenhüttenstadt       | Eisenhüttenstadt | Brandenburg   |                      | 1      | 10                                                                                       | 11        |
| LEAG, Industriepark Schwarze Pumpe   | Spremberg 1      | Brandenburg 1 |                      | 1      |                                                                                          |           |
| Tesla Gigafactory Berlin-Brandenburg | Grünheide        | Brandenburg   |                      | 1      |                                                                                          | ~10       |
| BASF                                 | Schwarzheide     | Brandenburg   |                      | 1      |                                                                                          | 16        |
| Mercedes-Benz                        | Ludwigsfelde     | Brandenburg   |                      | 1      |                                                                                          | 6         |
| PCK Raffinerie                       | Schwedt/Oder     | Brandenburg   |                      | 1      | 36 hauptamtliche Kräfte sowie min. 100 nebenberufliche Kräfte für besondere Einsatzlagen | min. 6    |
| Tropical Islands                     | Briesen          | Brandenburg   |                      | 1      |                                                                                          | min. 5    |

### Liste der Werkfeuerwehren in Bremen
In Bremen unterhalten drei Unternehmen eine Werkfeuerwehr.
| Firma                       | Standort | Bundesland | Gründungsjahr der WF | Wachen | Personalstärke | Fahrzeuge |
| --------------------------- | -------- | ---------- | -------------------- | ------ | -------------- | --------- |
| Airbus S.A.S. – Werk Bremen | Bremen   | Bremen     |                      | 1      | 40             | 4         |
| ArcelorMittal Bremen        | Bremen   | Bremen     |                      | 1      | 75             | 11        |
| Mercedes-Benz – Werk Bremen | Bremen   | Bremen     |                      | 1      | 46             | 9         |

### Liste der Werkfeuerwehren in Hamburg
| Firma                                     | Standort             | Bundesland | Gründungsjahr der WF | Wachen | Personalstärke | Fahrzeuge |
| ----------------------------------------- | -------------------- | ---------- | -------------------- | ------ | -------------- | --------- |
| Aurubis                                   | Hamburg-Veddel       | Hamburg    |                      | 1      | 40             | 9         |
| Airbus S.A.S. – Werk Hamburg-Finkenwerder | Hamburg-Finkenwerder | Hamburg    |                      | 1      |                | 16        |
| Blohm+Voss                                | Hamburg-Steinwerder  | Hamburg    |                      | 1      | 20             | 5         |
| Mercedes-Benz                             | Hamburg-Harburg      | Hamburg    |                      | 1      |                | 4         |
| Flughafen Hamburg                         | Hamburg-Fuhlsbüttel  | Hamburg    |                      | 1      | 80             | 17        |
| Holborn                                   | Hamburg-Moorburg     | Hamburg    |                      | 1      | 147            | 8         |

#### Liste der aufgelösten Werkfeuerwehren in Hamburg
| Firma | Standort        | Bundesland | Auflösungsjahr der WF | Wachen | Personalstärke | Fahrzeuge |
| ----- | --------------- | ---------- | --------------------- | ------ | -------------- | --------- |
| Nynas | Hamburg-Harburg | Hamburg    | 31.12.2023            | 2      | 155            | 11        |

### Liste der Werkfeuerwehren in Hessen
| Firma                                | Standort                | Bundesland | Gründungsjahr der WF | Wachen | Personalstärke                          | Fahrzeuge |
| ------------------------------------ | ----------------------- | ---------- | -------------------- | ------ | --------------------------------------- | --------- |
| Allessa                              | Frankfurt am Main       | Hessen     |                      | 1      |                                         |           |
| Behringwerke                         | Marburg                 | Hessen     |                      |        | ca. 34 beruflich +ca. 50 nebenberuflich |           |
| Bosch Rexroth                        | Erbach (Odenwald)       | Hessen     | 2018                 | 1      | 16                                      | 2         |
| Buderus                              | Wetzlar                 | Hessen     | 1902                 | 1      | 32 beruflich + ca. 20 nebenberuflich    | 9         |
| Daimler Truck AG                     | Kassel                  | Hessen     |                      | 1      |                                         | 9         |
| Evonik Industries                    | Darmstadt               | Hessen     |                      | 1      | 47                                      |           |
| Ferrero                              | Stadtallendorf          | Hessen     |                      | 1      |                                         |           |
| Flughafenfeuerwehr Frankfurt am Main | Frankfurt am Main       | Hessen     | 1951                 | 3      | ca. 390                                 |           |
| Fritz Winter                         | Stadtallendorf          | Hessen     | 1992                 | 1      | 60                                      |           |
| Industriepark Wolfgang               | Hanau                   | Hessen     |                      | 1      |                                         |           |
| Infraserv Höchst                     | Frankfurt am Main       | Hessen     | 1880                 | 2      | ca. 100                                 |           |
| Infrasev Wiesbaden                   | Wiesbaden               | Hessen     |                      |        |                                         |           |
| Kali und Salz                        | Neuhof                  | Hessen     |                      |        | 50                                      |           |
| Merck                                | Darmstadt               | Hessen     |                      | 1      |                                         |           |
| Volkswagen                           | Baunatal                | Hessen     |                      |        |                                         |           |
| Opel                                 | Rüsselsheim am Main     | Hessen     |                      |        |                                         |           |
| B.Braun Melsungen AG                 | Melsungen               | Hessen     |                      | 2      |                                         |           |
| BASF                                 | Lampertheim             | Hessen     |                      |        |                                         |           |
| Hörmann Automotive Gustavsburg GmbH  | Ginsheim-Gustavsburg    | Hessen     |                      |        |                                         |           |
| MAN Druckmaschinen                   | Offenbach am Main       | Hessen     |                      | 1      |                                         |           |
| Pirelli                              | Breuberg                | Hessen     |                      | 1      |                                         |           |
| Rheinische Kunststoffwerke (RKW)     | Michelstadt             | Hessen     |                      | 1      |                                         | 1         |
| Schunk Group                         | Heuchelheim an der Lahn | Hessen     |                      | 1      |                                         |           |

### Liste der Werkfeuerwehren in Mecklenburg-Vorpommern
| Firma                                                             | Standort   | Bundesland             | Gründungsjahr der WF | Wachen | Personalstärke | Fahrzeuge |
| ----------------------------------------------------------------- | ---------- | ---------------------- | -------------------- | ------ | -------------- | --------- |
| Kernkraftwerk Rheinsberg (EWN Entsorgungswerk für Nuklearanlagen) | Rheinsberg | Mecklenburg-Vorpommern |                      | 1      |                |           |
| MV Werften Wismar                                                 | Wismar     | Mecklenburg-Vorpommern |                      | 1      | 42             |           |
| Zwischenlager Nord (EWN Entsorgungswerk für Nuklearanlagen)       | Rubenow    | Mecklenburg-Vorpommern |                      | 1      |                |           |
| Deutsche Ölwerke Lubmin                                           | Lubmin     | Mecklenburg-Vorpommern | 2025                 | 1      | 27             | 1         |

### Liste der Werkfeuerwehren in Niedersachsen
| Firma                                 | Standort       | Bundesland    | Gründungsjahr der WF | Wachen | Personalstärke | Fahrzeuge |
| ------------------------------------- | -------------- | ------------- | -------------------- | ------ | -------------- | --------- |
| Airbus                                | Stade          | Niedersachsen |                      | 1      | 50             |           |
| Automotive Testing Papenburg          | Papenburg      | Niedersachsen |                      | 1      |                |           |
| Ardagh Group                          | Nienburg/Weser | Niedersachsen |                      | 1      |                |           |
| Avista Oil                            | Uetze          | Niedersachsen |                      | 1      |                |           |
| Chemitas                              | Goslar         | Niedersachsen |                      | 1      |                |           |
| Clarios Varta Hannover                | Hannover       | Niedersachsen |                      | 1      |                |           |
| Continental AG                        | Hannover       | Niedersachsen |                      | 3      | 85             | 11        |
| Crown Holdings                        | Seesen         | Niedersachsen | 1983                 | 1      |                |           |
| Dow Chemical                          | Stade          | Niedersachsen |                      | 1      |                |           |
| Exxon Mobil                           | Großenkneten   | Niedersachsen |                      | 1      |                |           |
| Felix Schoeller Gruppe                | Osnabrück      | Niedersachsen |                      | 1      |                |           |
| Flughafen Hannover                    | Langenhagen    | Niedersachsen |                      | 1      | 76             |           |
| GEKA                                  | Munster        | Niedersachsen |                      | 1      | 72             |           |
| Gerflor DLW                           | Delmenhorst    | Niedersachsen |                      | 1      |                |           |
| Honeywell Specialty Chemicals Seelze  | Seelze         | Niedersachsen |                      | 1      | 39             |           |
| hubergroup                            | Celle          | Niedersachsen |                      | 1      | 32             |           |
| Miele                                 | Lehrte         | Niedersachsen |                      | 1      |                |           |
| Industriepark Nienburg                | Nienburg       | Niedersachsen |                      | 1      | 53             |           |
| Kali & Salz                           | Wunstorf       | Niedersachsen |                      | 1      |                |           |
| Lebenshilfe Rinteln e.V.              | Rinteln        | Niedersachsen | 1998                 | 1      | 42             |           |
| Meyer Werft                           | Papenburg      | Niedersachsen | 2018                 | 1      |                |           |
| Nord-West Oelleitung                  | Wilhelmshaven  | Niedersachsen | 1958                 | 1      | 65             |           |
| Owens-Illinois                        | Rinteln        | Niedersachsen |                      | 1      |                |           |
| Otto Bock                             | Duderstadt     | Niedersachsen |                      |        |                |           |
| Peiner Träger                         | Peine          | Niedersachsen |                      | 1      |                |           |
| Physikalisch-Technische Bundesanstalt | Braunschweig   | Niedersachsen |                      | 1      | 40             |           |
| Radio Frequency Systems               | Hannover       | Niedersachsen | 2014                 | 1      |                |           |
| Rangierbahnhof Maschen                | Seevetal       | Niedersachsen |                      | 1      |                |           |
| Robert Bosch GmbH                     | Hildesheim     | Niedersachsen | 1943                 | 1      | 52             | 6         |
| Robert Bosch Elektronik GmbH          | Salzgitter     | Niedersachsen | 1960                 | 1      | 51             | 3         |
| Salzgitter AG                         | Salzgitter     | Niedersachsen |                      | 1      |                |           |
| Volkswagen                            | Braunschweig   | Niedersachsen |                      | 1      | 25             | 9         |
| Volkswagen                            | Emden          | Niedersachsen |                      | 1      |                | 9         |
| Volkswagen Nutzfahrzeuge              | Hannover       | Niedersachsen |                      | 1      |                | 12        |
| Volkswagen                            | Osnabrück      | Niedersachsen |                      | 1      |                | 4         |
| Volkswagen                            | Salzgitter     | Niedersachsen |                      | 1      |                | 8         |
| Volkswagen                            | Wolfsburg      | Niedersachsen |                      | 1      | 84             | 25        |
| Vynova                                | Wilhelmshaven  | Niedersachsen |                      | 1      |                |           |
| Wilhelmshavener Raffinerie            | Wilhelmshaven  | Niedersachsen | 1975                 | 1      | 115            |           |
| VSM                                   | Hannover       | Niedersachsen | 1880                 | 1      | 34             | 2         |

#### Liste der aufgelösten Werkfeuerwehren in Niedersachsen
| Firma                         | Standort   | Bundesland    | Auflösungsjahr der WF | Wachen | Personalstärke | Fahrzeuge |
| ----------------------------- | ---------- | ------------- | --------------------- | ------ | -------------- | --------- |
| Karl Meyer AG                 | Wischhafen | Niedersachsen | 2024                  | 1      |                |           |
| Nordseewerke                  | Emden      | Niedersachsen | unbekannt             | 1      |                |           |
| Salamander Industrie-Produkte | Papenburg  | Niedersachsen | unbekannt             | 1      |                |           |

### Liste der Werkfeuerwehren in Nordrhein-Westfalen
| Firma                           | Standort          | Bundesland          | Gründungsjahr der WF                 | Wachen | Personalstärke | Fahrzeuge |
| ------------------------------- | ----------------- | ------------------- | ------------------------------------ | ------ | -------------- | --------- |
| OQ Werk Ruhrchemie              | Oberhausen        | Nordrhein-Westfalen | 1927                                 | 1      | 50             | 11        |
| BASF Coatings GmbH Münster      | Münster           | Nordrhein-Westfalen | 1919                                 | 1      |                | 17        |
| Chemiepark Knappsack            | Hürth             | Nordrhein-Westfalen | 1919                                 | 1      |                | 8         |
| Currenta                        | Leverkusen        | Nordrhein-Westfalen | 1901                                 | 1      | 92             |           |
| Currenta                        | Dormagen          | Nordrhein-Westfalen | 1901                                 | 2      | 91             |           |
| Currenta                        | Krefeld-Uerdingen | Nordrhein-Westfalen | 1901                                 | 1      | 74             |           |
| Deutsche Infineum GmbH & Co. KG | Köln              | Nordrhein-Westfalen | 2022                                 | 1      | 35             | 13        |
| Flughafen Dortmund              | Dortmund          | Nordrhein-Westfalen | 1960                                 | 1      | 46             | 8         |
| Evonik                          | Essen             | Nordrhein-Westfalen | 2024                                 | 1      | 62             | 2         |
| Evonik                          | Wesseling         | Nordrhein-Westfalen |                                      | 1      |                | 16        |
| Flughafen Düsseldorf            | Düsseldorf        | Nordrhein-Westfalen | 1927                                 | 2      | 210            | 35        |
| Flughafen Köln/Bonn             | Köln              | Nordrhein-Westfalen | 1950                                 | 2      | 120            | 20        |
| Flughafen Münster/Osnabrück     | Greven            | Nordrhein-Westfalen | 1972                                 | 1      |                | 15        |
| Flughafen Niederrhein           | Weeze             | Nordrhein-Westfalen | 2003                                 | 1      |                | 7         |
| Flughafen Paderborn/Lippstadt   | Büren             | Nordrhein-Westfalen | 1971                                 | 1      | 45             | 10        |
| Flughafen Siegerland            | Burbach           | Nordrhein-Westfalen | 1967                                 | 1      |                | 2         |
| Ford-Werke                      | Köln              | Nordrhein-Westfalen | 1963                                 | 2      | 66             |           |
| Henkel AG & Co. KGaA            | Düsseldorf        | Nordrhein-Westfalen | 1911                                 | 1      | 90             | 22        |
| LyondellBasell                  | Wesseling         | Nordrhein-Westfalen |                                      | 1      |                | 11        |
| Papierfabrik Kabel              | Hagen             | Nordrhein-Westfalen |                                      | 1      | 80             | 5         |
| Shell plc                       | Wesseling         | Nordrhein-Westfalen |                                      | 1      | 100            | 14        |
| thyssenkrupp Steel Europe AG    | Bochum            | Nordrhein-Westfalen | 1866 (urkundlich) 1973 (anerkannt)   | 1      | 44             | 6         |
| thyssenkrupp Steel Europe AG    | Dortmund          | Nordrhein-Westfalen | 1917 (urkundlich) / 1930 (anerkannt) | 1      | 41             | 6         |
| thyssenkrupp Steel Europe AG    | Duisburg          | Nordrhein-Westfalen | 1901                                 | 1      | 155            | 24        |
| Universitätsklinikum Bonn       | Bonn              | Nordrhein-Westfalen | 2015 (Aufbau) / 2019 (Vollbetrieb)   | 1      | ca. 46         | 4         |
| Universitätsklinikum Köln       | Köln              | Nordrhein-Westfalen | 1981                                 | 1      | ca. 50         | 4         |
| Miele                           | Gütersloh         | Nordrhein-Westfalen |                                      | 1      | 41             |           |
| Universitätsklinikum Münster    | Münster           | Nordrhein-Westfalen | 1977                                 | 1      | 55             | 5         |
| Chempark Krefeld-Uerdingen      | Krefeld           | Nordrhein-Westfalen | 1894                                 | 1      | 110            | 23        |

#### Liste der aufgelösten Werkfeuerwehren in Nordrhein-Westfalen
| Firma | Standort | Bundesland          | Auflösungsjahr der WF | Wachen | Personalstärke | Fahrzeuge |
| ----- | -------- | ------------------- | --------------------- | ------ | -------------- | --------- |
| Opel  | Bochum   | Nordrhein-Westfalen | 2015                  | 1      |                |           |

### Liste der Werkfeuerwehren in Rheinland-Pfalz
| Firma                                        | Standort              | Bundesland        | Gründungsjahr der WF | Wachen | Personalstärke | Fahrzeuge |
| -------------------------------------------- | --------------------- | ----------------- | -------------------- | ------ | -------------- | --------- |
| Abbvie                                       | Ludwigshafen am Rhein | Rheinland-Pfalz   |                      | 1      | 50             | 4         |
| BASF                                         | Ludwigshafen am Rhein | Rheinland-Pfalz 2 | 1913                 | 3      | 180            |           |
| Boehringer Ingelheim                         | Ingelheim am Rhein    | Rheinland-Pfalz   | 1912                 | 1      | 83             | 18        |
| Daimler AG                                   | Germersheim           | Rheinland-Pfalz   |                      | 1      | 30             |           |
| Daimler Truck AG                             | Wörth am Rhein        | Rheinland-Pfalz   | 1964                 | 1      |                |           |
| Flughafen Frankfurt-Hahn                     | Lautzenhausen         | Rheinland-Pfalz   |                      | 1      | 38             |           |
| HCS Group                                    | Speyer                | Rheinland-Pfalz   |                      | 1      | 70             |           |
| Schott AG                                    | Mainz                 | Rheinland-Pfalz   |                      | 1      | 33             |           |
| Kandelium GmbH                               | Bad Hönningen         | Rheinland-Pfalz   |                      | 1      | 41             |           |
| KSB                                          | Frankenthal (Pfalz)   | Rheinland-Pfalz   |                      | 1      | 27             |           |
| Klöckner Pentaplast                          | Montabaur             | Rheinland-Pfalz   | 1981                 | 1      | 52             |           |
| LTS Lohmann Therapie-Systeme                 | Andernach             | Rheinland-Pfalz   | 1994                 | 1      | 46             |           |
| Novelis                                      | Koblenz               | Rheinland-Pfalz   |                      | 1      | 18             |           |
| Michelin                                     | Bad Kreuznach         | Rheinland-Pfalz   |                      | 1      |                |           |
| Michelin                                     | Landau (Pfalz)        | Rheinland-Pfalz   |                      | 1      |                |           |
| Opel                                         | Kaiserslautern        | Rheinland-Pfalz   |                      | 1      |                |           |
| Pfalzklinikum für Psychiatrie und Neurologie | Klingenmünster        | Rheinland-Pfalz   | 2004                 | 1      | 65             |           |
| Raschig                                      | Ludwigshafen am Rhein | Rheinland-Pfalz   |                      | 1      | 42             |           |
| Röhm GmbH                                    | Worms                 | Rheinland-Pfalz   |                      | 1      |                |           |
| Verallia Deutschland                         | Wirges                | Rheinland-Pfalz   |                      | 1      |                |           |
| Zschimmer & Schwarz                          | Lahnstein             | Rheinland-Pfalz   |                      | 1      |                |           |

### Liste der Werkfeuerwehren im Saarland
Insgesamt gibt es im Saarland 14 Werkfeuerwehren.
| Firma                                | Standort       | Bundesland | Gründungsjahr der WF | Wachen | Personalstärke | Fahrzeuge |
| ------------------------------------ | -------------- | ---------- | -------------------- | ------ | -------------- | --------- |
| Compagnie de Saint-Gobain            | Saarbrücken    | Saarland   |                      | 1      |                |           |
| Diehl Defence                        | Nonnweiler     | Saarland   |                      | 1      | 17             |           |
| Dillinger Hütte                      | Dillingen      | Saarland   | 1901                 | 1      | 100            |           |
| DSL Defence Service Logistics        | Freisen        | Saarland   |                      | 1      |                |           |
| Festo                                | St. Ingbert    | Saarland   |                      | 1      |                |           |
| Ford Saarlouis Body & Assembly       | Saarlouis      | Saarland   |                      | 1      |                |           |
| HIL – Werk St. Wendel                | St. Wendel     | Saarland   |                      | 1      |                | 3         |
| Homanit                              | Losheim am See | Saarland   |                      | 1      |                |           |
| Michelin                             | Homburg        | Saarland   |                      | 1      | 65             | 11        |
| Robert Bosch GmbH                    | Homburg        | Saarland   |                      | 2      |                | 13        |
| SaarGummi                            | Büschfeld      | Saarland   |                      | 1      |                | 2         |
| Saarstahl – Werk Neunkirchen         | Neunkirchen    | Saarland   | 1892                 | 1      | 45             | 7         |
| Saarstahl – Werk Saarbrücken-Burbach | Saarbrücken    | Saarland   |                      | 1      |                | 6         |
| Saarstahl – Völklinger Hütte         | Völklingen     | Saarland   |                      | 1      | 70             | 15        |
| Stahlwerk Bous                       | Bous           | Saarland   |                      | 1      | 34             | 6         |

### Liste der Werkfeuerwehren in Sachsen
Insgesamt gibt es in Sachsen 11 Werkfeuerwehren.
| Firma                                                                    | Standort           | Bundesland | Gründungsjahr der WF | Wachen | Personalstärke | Fahrzeuge |
| ------------------------------------------------------------------------ | ------------------ | ---------- | -------------------- | ------ | -------------- | --------- |
| Arevipharma                                                              | Radebeul           | Sachsen    |                      | 1      | 40             |           |
| Flughafen Dresden                                                        | Dresden            | Sachsen    |                      | 1      | 80             |           |
| Flughafen Leipzig/Halle                                                  | Schkeuditz         | Sachsen    |                      | 3      | 150            |           |
| Helmholtz-Zentrum Dresden-Rossendorf                                     | Dresden            | Sachsen    | 1994                 | 1      | 42             |           |
| Kraftwerk Boxberg                                                        | Boxberg/O.L.       | Sachsen    |                      | 1      | 108            |           |
| LEAG, Industriepark Schwarze Pumpe                                       | Zerre 1            | Sachsen 1  |                      | 1      |                |           |
| Volkswagen Sachsen                                                       | Zwickau            | Sachsen    | 1997                 | 1      | 62             | 14        |
| VSU Tunnel Königshainer Berge                                            | Wiesa (Kodersdorf) | Sachsen    | 2024                 | 1      | 24             | 2         |
| VSU Vereinigte Sicherheitsunternehmen, Industriegebiet Böhlen-Lippendorf | Neukieritzsch      | Sachsen    | 1994                 | 1      | 110            |           |
| Wacker Chemie                                                            | Nünchritz          | Sachsen    | 1994                 | 1      | 92             |           |
| Felix Schoeller Technocell                                               | Weißenborn         | Sachsen    | 1876                 | 1      | 26             | 2         |
| BMW-Werk Leipzig                                                         | Leipzig            | Sachsen    |                      | 1      |                |           |
| Porsche Leipzig                                                          | Leipzig            | Sachsen    |                      | 1      |                |           |

### Liste der Werkfeuerwehren in Sachsen-Anhalt
| Firma                                                 | Standort            | Bundesland     | Gründungsjahr der WF | Wachen | Personalstärke | Fahrzeuge |
| ----------------------------------------------------- | ------------------- | -------------- | -------------------- | ------ | -------------- | --------- |
| Enercon                                               | Magdeburg-Rothensee | Sachsen-Anhalt | 2008                 | 1      | 53             | 2         |
| Novelis                                               | Nachterstedt        | Sachsen-Anhalt | 1968                 | 1      | 2+64           | 3         |
| Salzgitter Flachstahl                                 | Ilsenburg (Harz)    | Sachsen-Anhalt | 1948                 | 1      | 12+68          | 8         |
| Infra-Leuna + TotalRaffinerie Mitteldeutschland (TRM) | Leuna               | Sachsen-Anhalt |                      | 2      | 70+30          | 20        |
| Securitas                                             | Bitterfeld-Wolfen   | Sachsen-Anhalt |                      | 3      |                | min. 14   |

### Liste der Werkfeuerwehren in Thüringen
| Firma                                    | Standort               | Bundesland | Gründungsjahr der WF | Wachen | Personalstärke | Fahrzeuge |
| ---------------------------------------- | ---------------------- | ---------- | -------------------- | ------ | -------------- | --------- |
| Phoenix Compounding                      | Waltershausen          | Thüringen  | 2002                 | 1      | 31             | 4         |
| Ökumenisches Hainich-Klinikum Mühlhausen | Mühlhausen (Thüringen) | Thüringen  | 1912                 | 1      |                | 1         |
| Mercer Rosenthal                         | Rosenthal am Rennsteig | Thüringen  |                      | 1      | 30             | 5         |
| Contemporary Amperex Technology          | Arnstadt               | Thüringen  | 2025                 | 1      | 50             |           |
| Flughafen Erfurt-Weimar                  | Bindersleben           | Thüringen  |                      | 2      | 55             | 9         |
| Chemiewerk Bad Köstritz                  | Bad Köstritz           | Thüringen  |                      | 1      |                | 2         |
| Stahlwerk Thüringen                      | Unterwellenborn        | Thüringen  |                      | 1      |                | 1         |
| Kali & Salz GmbH                         | Unterbreizbach         | Thüringen  |                      | 1      | 12             | mind. 1   |

### Liste der Werkfeuerwehren in Schleswig-Holstein
| Firma                        | Standort     | Bundesland         | Gründungsjahr der WF | Wachen | Personalstärke | Fahrzeuge |
| ---------------------------- | ------------ | ------------------ | -------------------- | ------ | -------------- | --------- |
| Böklunder Fleischwarenfabrik | Böklund      | Schleswig-Holstein |                      | 1      |                |           |
| Covestro Park Brunsbüttel    | Brunsbüttel  | Schleswig-Holstein |                      | 1      |                |           |
| Kernkraftwerk Brokdorf       | Brokdorf     | Schleswig-Holstein |                      | 1      |                |           |
| Kernkraftwerk Brunsbüttel    | Brunsbüttel  | Schleswig-Holstein |                      | 1      |                |           |
| Kernkraftwerk Krümmel        | Krümmel      | Schleswig-Holstein |                      | 1      |                |           |
| Prinovis                     | Ahrensburg   | Schleswig-Holstein |                      | 1      |                |           |
| Raffinerie Heide             | Hemmingstedt | Schleswig-Holstein |                      | 1      |                |           |
| Remondis SAVA                | Brunsbüttel  | Schleswig-Holstein |                      | 1      |                |           |
| Sasol                        | Brunsbüttel  | Schleswig-Holstein |                      | 1      |                |           |
| Steinbeis Papier             | Glückstadt   | Schleswig-Holstein | 1951                 | 1      |                |           |
| ThyssenKrupp Marine Systems  | Kiel         | Schleswig-Holstein |                      | 1      |                |           |